# Eda Ece
Eda Ece Uzunalioğlu (* 20. Juni 1990 in Istanbul) ist eine türkische Schauspielerin. Bekannt wurde sie in der Serie Yasak Elma.

## Leben und Karriere
Ece besuchte die Şişli Terakki High School. Später absolvierte sie ihr Studium der Psychologie an der İstanbul Bilgi Üniversitesi. Sie ist die jüngste von drei Töchtern.
Nachdem sie 2004 bis 2012 in Nebenrollen aufgetreten war, bekam Ece ihre erste Hauptrolle in der Serie "Pis Yedili". 2013 spielte sie in dem Kinofilm Kızım İçin mit. Anschließend trat sie in der Serie Beni Böyle Sev auf. 2015 bekam sie ihre nächste Hauptrolle in der Fernsehserie İlişki Durumu: Karışık.
Danach wurde sie für die Filme Kocan Kadar Konuş und Kocan Kadar Konuş: Diriliş gecastet. Unter anderem spielte Ece in den Filmen Görümce und Deliha 2 mit. Im selben Jahr trat sie in Mahrumlar auf. Dann bekam sie eine Rolle in dem Film Dede Korkut Hikayeleri: Deli Dumrul. Seit 2018 spielt sie in der Serie Yasak Elma mit.

## Filmografie
Filme
- 2010: Mahpeyker Kösem Sultan
- 2013: Kızım İçin
- 2015: Kocan Kadar Konuş
- 2016: Kocan Kadar Konuş: Diriliş
- 2016: Mahrumlar
- 2016: Görümce
- 2017: Dede Korkut Hikayeleri: Deli Dumrul
- 2017: Yol Arkadaşım
- 2018: Deliha 2
- 2020: Feride

Serien
- 2002: Mihriban
- 2004: Hayat Bilgisi
- 2009: Bez Bebek
- 2011: Adını Feriha Koydum
- 2011–2013: Pis Yedili
- 2014: Beni Böyle Sev
- 2015–2016: İlişki Durumu: Karışık
- 2018–2023: Yasak Elma
- 2022: Maske Kimsin Sen?

## Sendungen
| Jahr | Sendungen |      |            |
| ---- | --------- | ---- | ---------- |
| Jahr | Sendungen | 2015 | Beyaz Show |
| 2016 | 3 Adam    |      |            |

## Auszeichnungen
| Auszeichnungen und Nominierungen | Auszeichnungen und Nominierungen               | Auszeichnungen und Nominierungen             | Auszeichnungen und Nominierungen |
| Jahr                             | Auszeichnung                                   | Kategorie                                    | Ergebnis                         |
| -------------------------------- | ---------------------------------------------- | -------------------------------------------- | -------------------------------- |
| 2013                             | 4. Ayaklı Gazete Ödülleri                      | Beste Hauptdarstellerin in einer Jugendserie | Gewonnen                         |
| 2019                             | 2019 Türkiye Gençlik Ödülleri                  | Beste Hauptdarstellerin in einer Kinofilm    | Nominiert                        |
| 2019                             | 3. Kariyer Onursal Ödülleri                    | Beste Schauspielerin in einer Serie          | Gewonnen                         |
| 2020                             | 6. Türkiye Gençlik Ödülleri                    | Beste Schauspielerin in einer Serie          | Nominiert                        |
| 2020                             | 46. Altın Kelebek Ödülleri                     | Die Beliebteste Schauspielerin               | Nominiert                        |
| 2020                             | Yeditepe Üniversitesi                          | -                                            | Gewonnen                         |
| 2020                             | Yeditepe Üniversitesi Women in Business Kulübü | -                                            | Gewonnen                         |
| 2021                             | Türk Sinemasını Geçmişten Geleceğe Taşıyanlar  | -                                            | Gewonnen                         |
| 2021                             | Altier Academy Moda Ödülleri                   | Beste Schauspielerin des Jahres              | Gewonnen                         |
| 2022                             | KOÜ Face To Fest Ödül Töreni                   | beste Schauspielerin des Jahres              | Gewonnen                         |